# El curandero (Gerrit Dou)
El curandero o El charlatán es un óleo sobre tabla del artista holandés Gerrit Dou de 1652. Se conserva en el Museo Boijmans Van Beuningen, en Róterdam.

## Descripción y análisis
Representa un grupo de curiosos reunido alrededor de un curandero charlatán mientras promociona sus productos, en las afueras de la ciudad de Leiden. A la derecha, Dou también se representa a sí mismo asomado a la ventana con la paleta y pinceles en la mano. Al incluirse a sí mismo en la composición, contrasta los engaños de la pintura con los de la charlatanería. Para Dou, la composición es un punto de partida; era conocido por sus piezas "de nicho", que representan las composiciones enmarcadas por una simulada ventana o arco. Se ha escrito bastante sobre la pintura y se encuentra entre los ejemplos más conocidos de este tema pictórico.
Las escenas de curanderos (kwakzolvers) simbolizaban el engaño y la credulidad y eran un tema común en la pintura de género holandesa, de artistas como Jan Steen, Jan Victors y Jan Miense Molenaer. Las escenas de género de kwaksolvers pueden representarlos realizando cirugías en las piernas, los pies o la cabeza (eliminando la "piedra de la locura"), extrayendo dientes u ofreciendo medicinas por ellos preparadas.
El simbolismo de la pintura confirma la inutilidad de los productos del curandero. La gente es retratada como crédula, excepto aquellos que reflejan el engaño del charlatán: el niño del extremo inferior derecho roba del bolsillo de una mujer, y otro niño sentado en el suelo atrae a un pajarillo. Los detalles de la pintura resultarían familiares para el público gracias a los populares libros de emblemas o los refranes. Una mujer sentada limpiando el trasero de su hijo pequeño alude a la naturaleza de los productos del curandero. Ella es una vendedora de tortitas, que al prepararlas con las manos antes de freírlas suenan como el parloteo de un charlatán. Sobre la mesa del curandero, como para inspirar confianza, su diploma de exagerado tamaño delata su falsedad. El mono mascota también es un símbolo de engaño astuto, de fraude. Una joven enferma desesperada le ofrece su anillo de boda a cambio de una botellita del supuesto precioso elixir. La escena tiene lugar durante una feria, cuando las leyes y regulaciones gremiales se relajaban y los mercaderes y vendedores forasteros tenían libertad de vender sus productos. El cartel de la derecha anuncia la feria y el hombre que se acerca llevando una liebre muerta muestra la flexibilización de las leyes de caza.
El cuadro de Dou es una obra de gran tamaño para él, lo que quizás indique su importancia para el artista. La ubicación puede determinarse por la puerta de la ciudad, el molino de viento y el puente al fondo: este es el estudio de Dou en Galgewater, Leiden. La ambientación pone de relieve la intención de Dou de comparar los engaños del pintor, imitador de la realidad, con los del curandero. Dou puede estar consolando a su espectador de clase alta sugiriendo que está por encima del tumulto ignorante representado, o puede estar expresando reservas sobre el uso del engaño en su propia ocupación. Dou fue un excelente pintor de trampantojos. La composición incluye un árbol vivo al fondo y un árbol muerto en primer plano, un motivo familiar de elección, que tal vez implica que sólo el uso artístico del engaño es moralmente permisible.

## ElkwakzolverdelsigloXVII

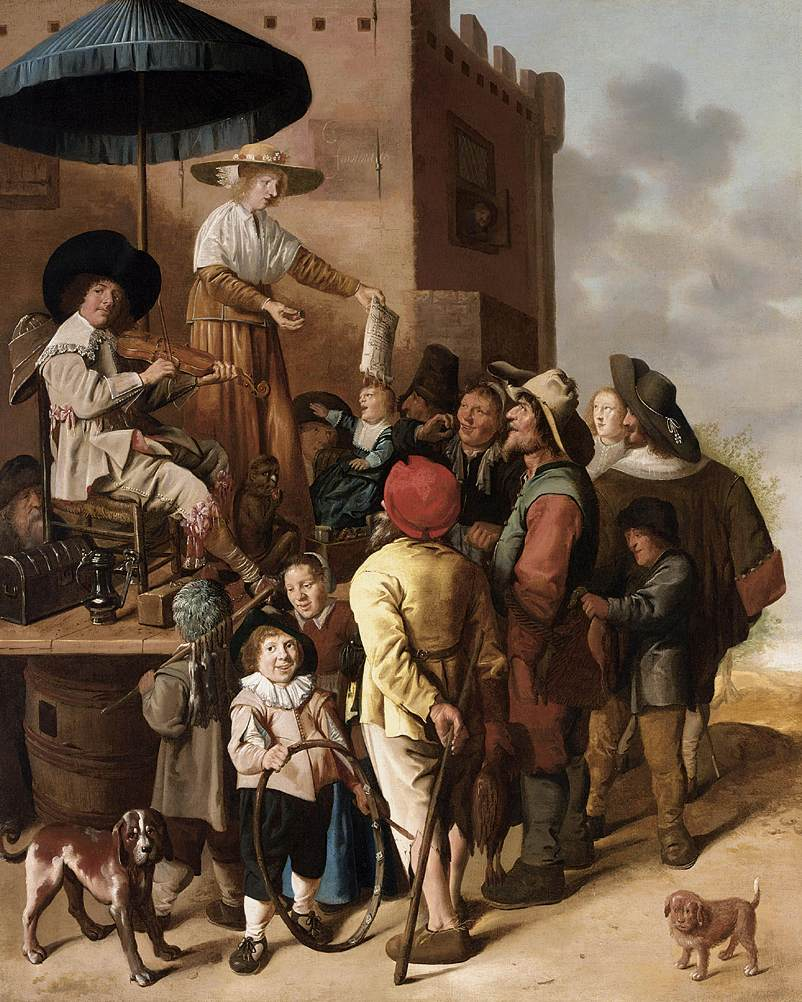
Jan Miense Molenaer, c. 1630.
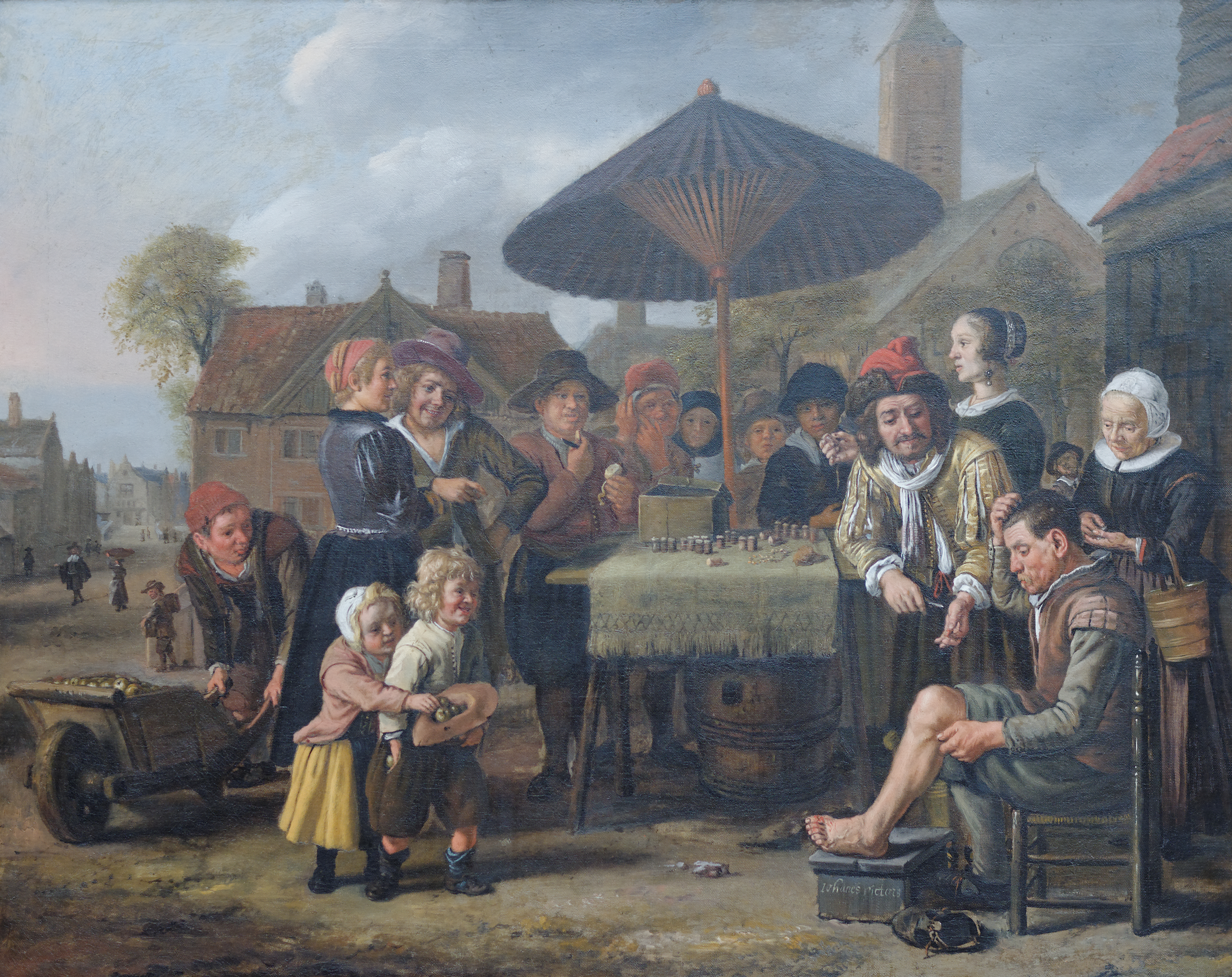
Jan Victors, años 1650.
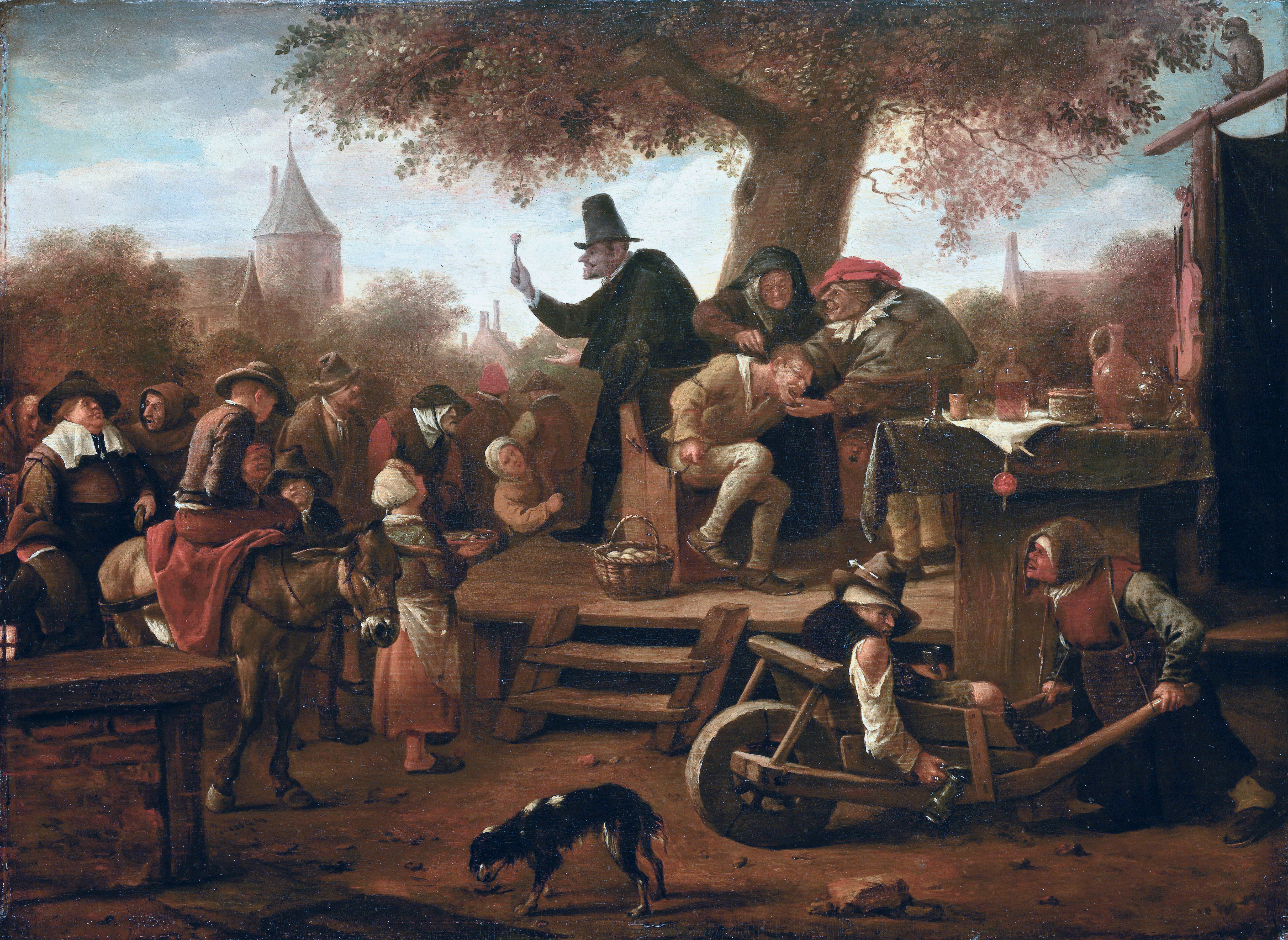
Jan Steen, años 1650.